# Tourville (croiseur)
Pour les autres navires du même nom, voir Tourville (navire).
Le Tourville est un croiseur lourd de la classe Duquesne, en service dans la Marine nationale française pendant la Seconde Guerre mondiale.
Nommé d'après Anne Hilarion de Costentin de Tourville, sa construction débute le 4 avril 1925, à l'arsenal de Lorient. Son lancement a lieu le 24 août 1926. Il entre en service le 12 mars 1929.

## Historique

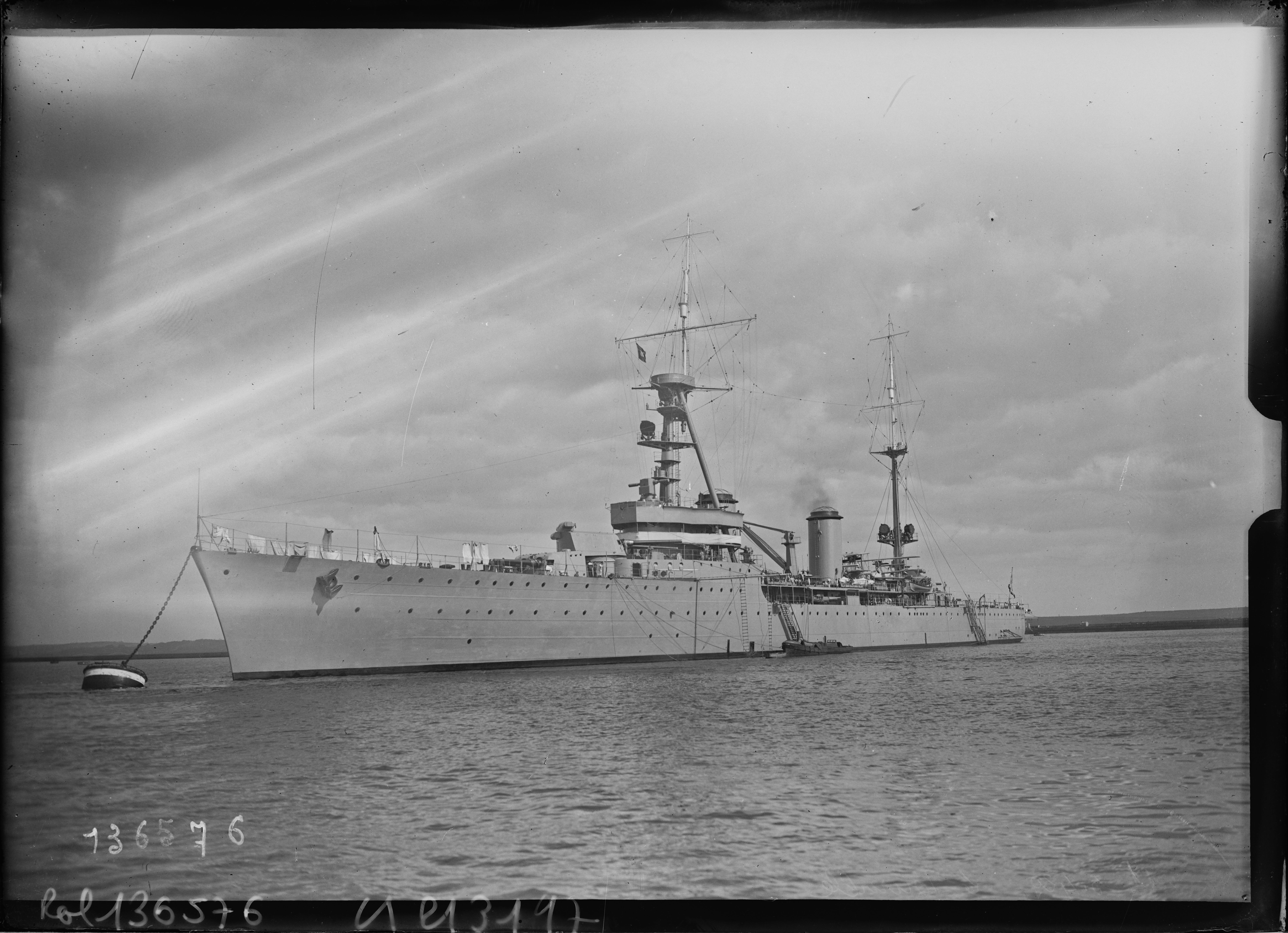
Le croiseur Tourville le 5 avril 1929 à Brest.

Le 5 avril 1929, après avoir terminé une période d’entraînement intensive, le Tourville entreprend sa croisière d'endurance de neuf mois autour du monde. Débutant par la traversée de l'Atlantique vers les États-Unis, elle se poursuit par le canal de Panama jusqu'à l'océan Pacifique. Le bâtiment longe la côte sud-américaine jusqu'au Pérou et au Chili, puis vers l'Australie et l'océan Indien, et rentre par la mer Rouge. Il poursuit son périple en passant par le canal de Suez en direction de la Méditerranée, puis vers l’Atlantique via Gibraltar et finalement rentre à Brest. Le 24 décembre, le croiseur rejoint l'arsenal de Lorient, afin d'y achever la mise au point de son système de conduite de tir de son artillerie.
Le Tourville est rattaché à la 1re Division Légère au cours de sa mission inaugurale, mais ne rejoint la flotte qu'en 1930. La 1re Division Légère faisait partie de la 1re Escadre légère (comprenant en outre la 5e et la 7e Division Légère) elle-même intégrée à la 1re Escadre, basée à Toulon.
De 1933 à 1934, le croiseur passe en grand carénage à l'arsenal de Brest au cours duquel son artillerie antiaérienne est modernisée. Dans le même temps, il est intégré à la 3e division légère. En avril, cette formation est rebaptisée 2e Division de croiseurs. C'est à cette époque que sa catapulte est débarquée pour équiper le croiseur école Jeanne d'Arc.
Lors de la guerre civile espagnole, il évacue des réfugiés républicains et veille aux intérêts français dans la zone d'août 1936 à mai 1937. Le Tourville rentre à l'arsenal de Toulon en janvier 1939 pour y être équipé d'une nouvelle catapulte pour la mise en œuvre du nouvel hydravion Loire 130.
Après sa remise en service en août 1939, le bâtiment est rattaché à la 2ème Division de croiseurs à Toulon. Dès le début de la seconde guerre mondiale, il participe du 8 au 26 décembre à la recherche de navires allemands et italiens en Méditerranée et ce jusqu’à ce qu’il fasse route vers Bizerte, puis Beyrouth. Au cours de ses patrouilles, 32 navires "hostiles" sont arraisonnés par le Tourville.
Du 20 janvier au 7 février 1940, le croiseur effectue une nouvelle mission entre Toulon et Beyrouth, transportant ainsi, en lieu sûr, un stock d’or de la Banque de France. Il rejoint alors la Force X nouvellement formée à Alexandrie. Après l'armistice avec l'Allemagne, le bâtiment, tout comme l'ensemble de la Force X, est désarmé sous contrôle britannique et demeure mouillé à Alexandrie, et ce jusqu'en 1943.
Reprenant alors du service, il est rattaché à la 1re Division de croiseur, à Dakar, avant d'être stationné à Bizerte en juin 1944. En novembre il regagne Toulon, où il devient (en décembre) conducteur de flottilles d'escorteurs.
Après la fin de la guerre, le Tourville est envoyé en Indochine et arrive le 16 janvier 1946 à Saïgon. Avec son artillerie de 203 mm, il a pour mission le soutien les troupes au sol. Il rentre à Toulon le 27 juillet. Le croiseur effectue en Extrême-orient une seconde mission, du 8 octobre 1946 au 15 novembre 1947, puis rentre en métropole le 11 décembre 1947. Il est alors placé en réserve.
Désarmé à Brest, le Tourville sert de ponton et abrite des écoles et des services annexes jusqu'à ce qu'il soit radié de la liste des bâtiments de la Flotte, le 28 avril 1961. Il est ensuite amarré au quai de Laninon, puis est remorqué vers La Ciotat (Bouches-du-Rhône le 15 janvier 1963 pour y être démoli.

### Sources et bibliographie
En français
- Annuaires des Flottes de Combat 1929-1950 (P. Vincent-Bréchignac, Henri Le Masson)

En anglais
- (en) Cet article est partiellement ou en totalité issu de l’article de Wikipédia en anglais intitulé « French cruiser Tourville » (voir la liste des auteurs).
- (en) John Jordan, « Duquesne » and « Tourville »: The first French treaty cruisers, coll. « Warship 2005 », 2005 (ISBN 1-84486-003-5)
- (en) M J Whitley, Cruisers of World War Two: An International Encyclopedia, Londres, Arms & Armour, 1995 (ISBN 1-85409-225-1), p. 29-31
- Gardiner, Robert : Conway's All the World's Fighting Ships 1922–1946. London, England: Conway Maritime Press, 1987.  (ISBN 0-85177-146-7).